# Neue Pinakothek
Neue Pinakothek (germană: [ˈnɔʏ.ə pinakoˈteːk], Noua Pinacotecă) este un muzeu de artă din München, Germania. Accentul său este Arta europeană a secolelor al XVIII-lea și al XIX-lea și este unul dintre cele mai importante muzee de artă din secolul al XIX-lea din lume.  Împreună cu Alte Pinakothek și Pinakothek der Moderne, face parte din „Kunstareal” din München („zona de artă”).

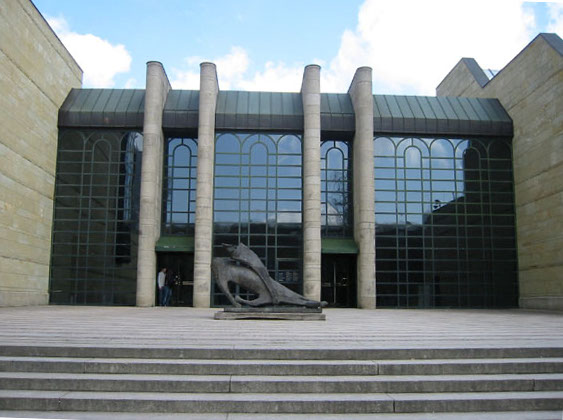
Noua casă a Neue Pinakothek, deschisă în 1981

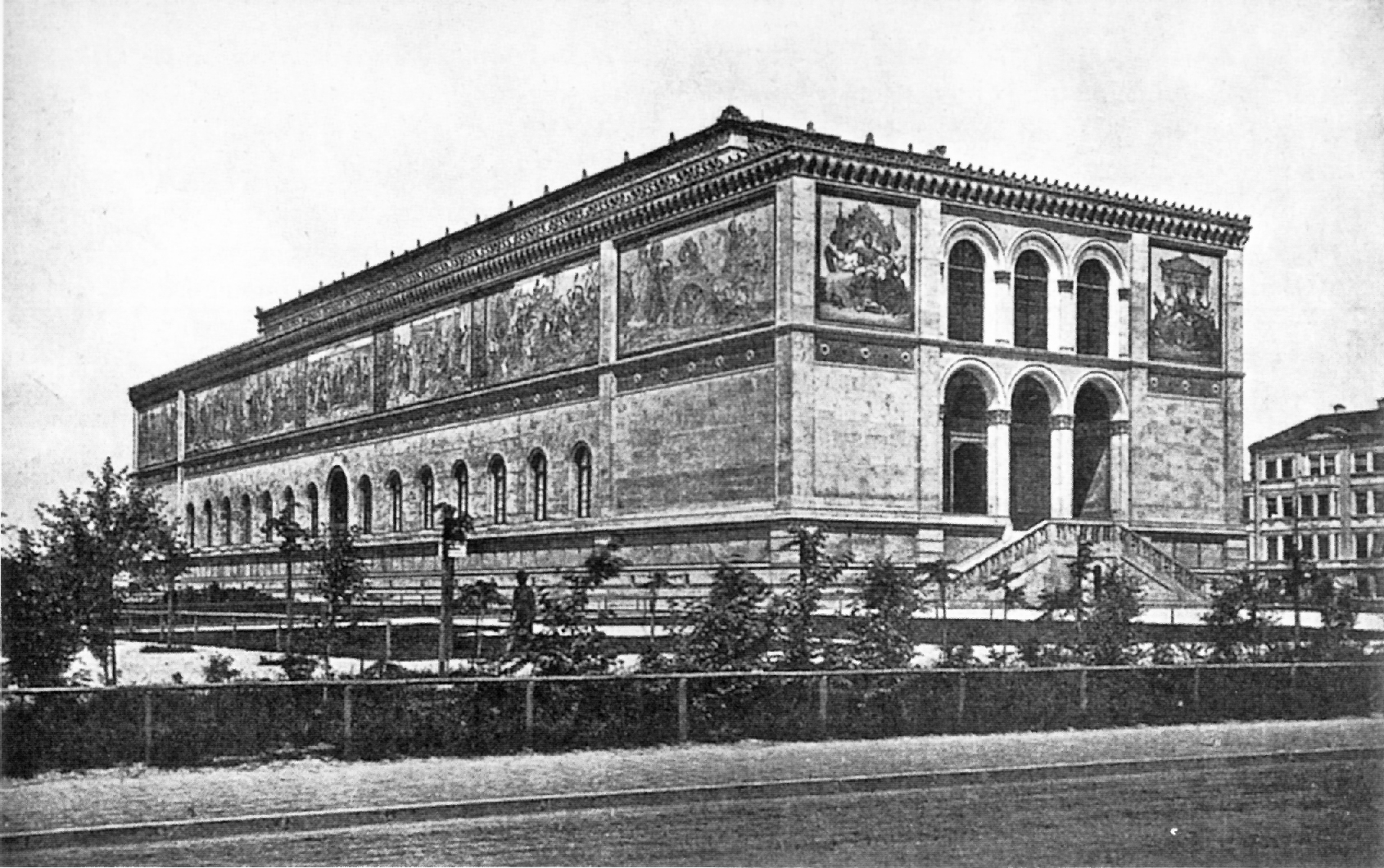
Neue Pinakothek 1880

## Galerie

Alte lucrări din colecția Neue Pinakothek
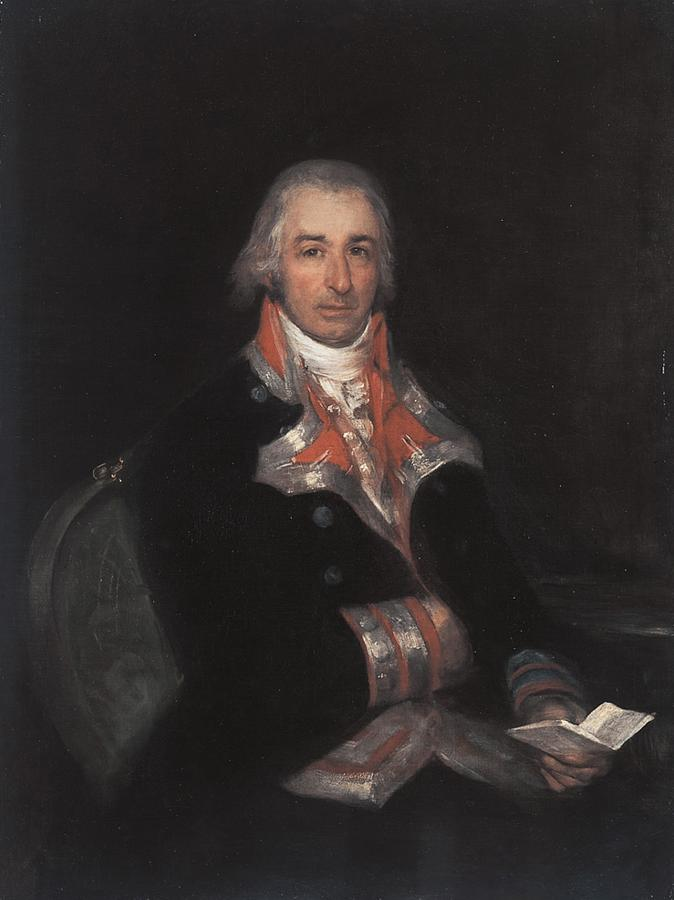
Francisco de Goya — Don José Queraltó ca medic al armatei spaniole
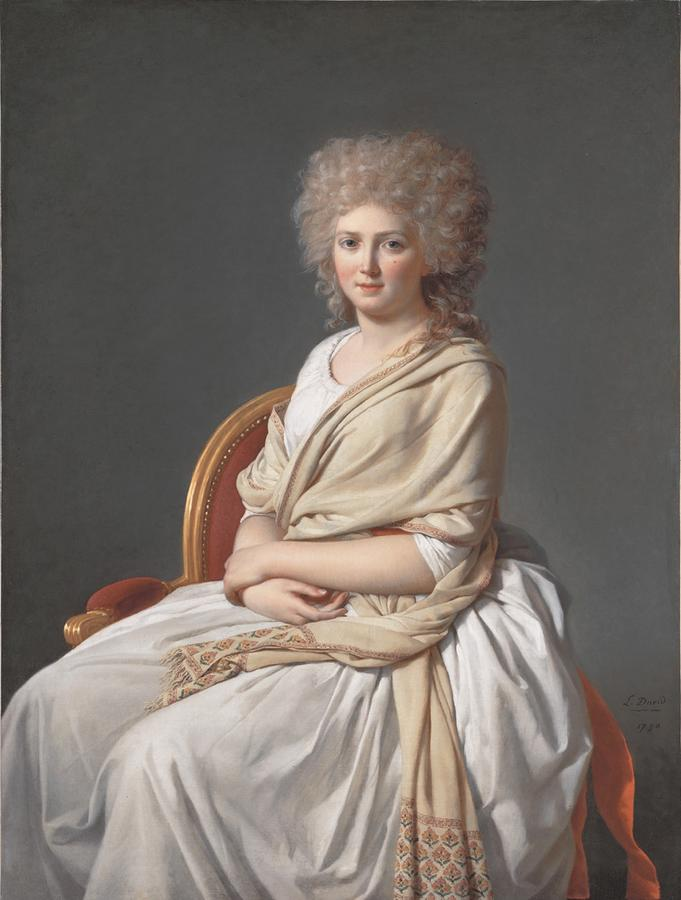
Jacques-Louis David — Anne-Marie-Louise Thélusson, contesa de Sorcy
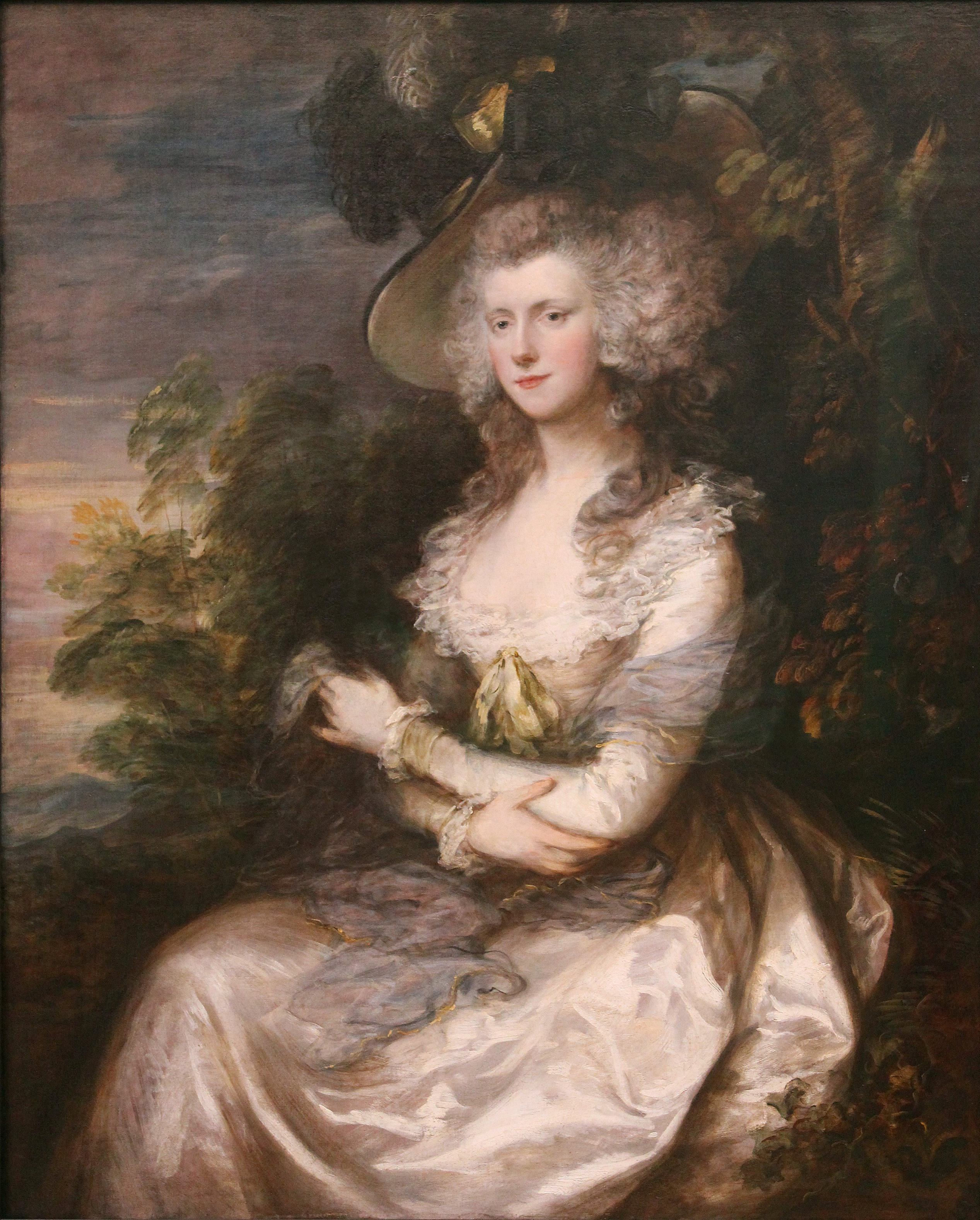
Thomas Gainsborough — Doamna Thomas Hibbert
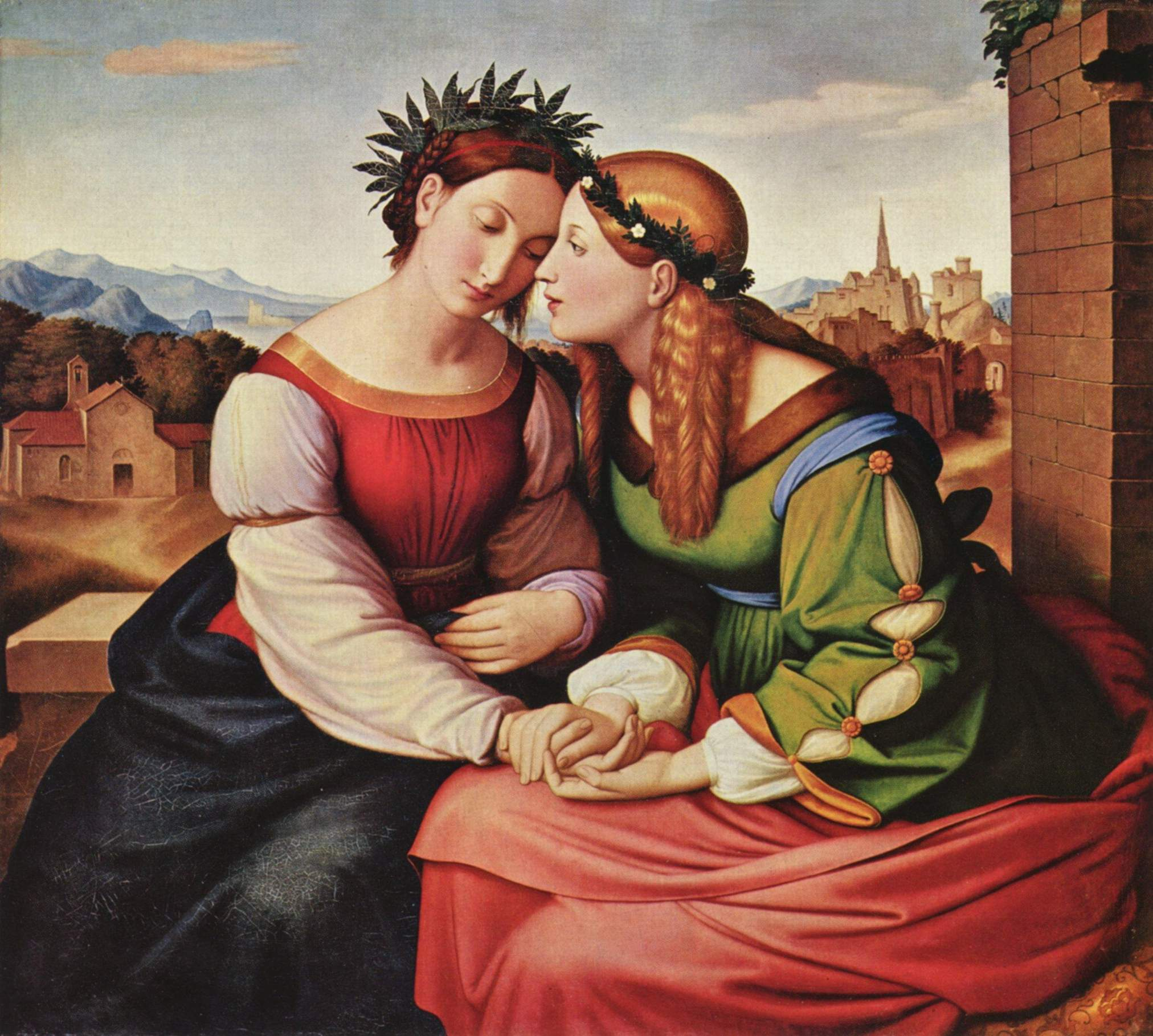
Friedrich Overbeck — Italia und Germania
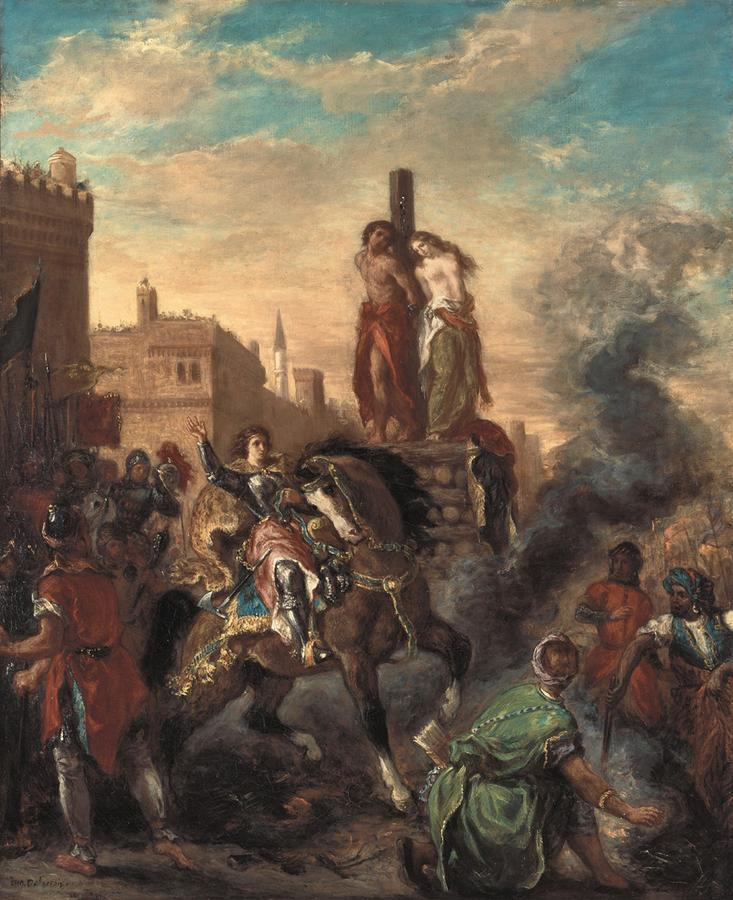
Eugène Delacroix — Clorinda Salvează Olindo und Sophronia
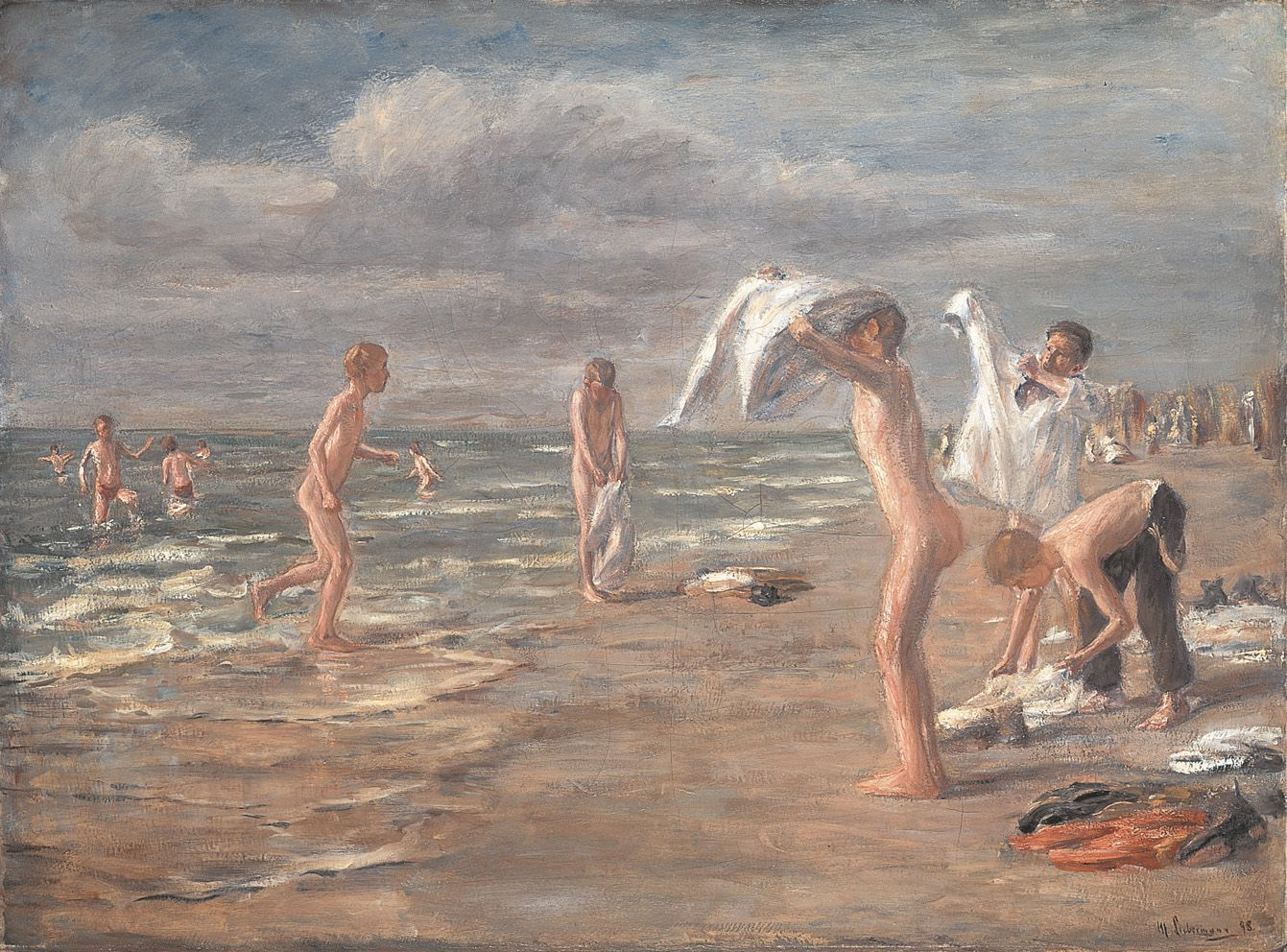
Max Liebermann — Băieți la scăldat
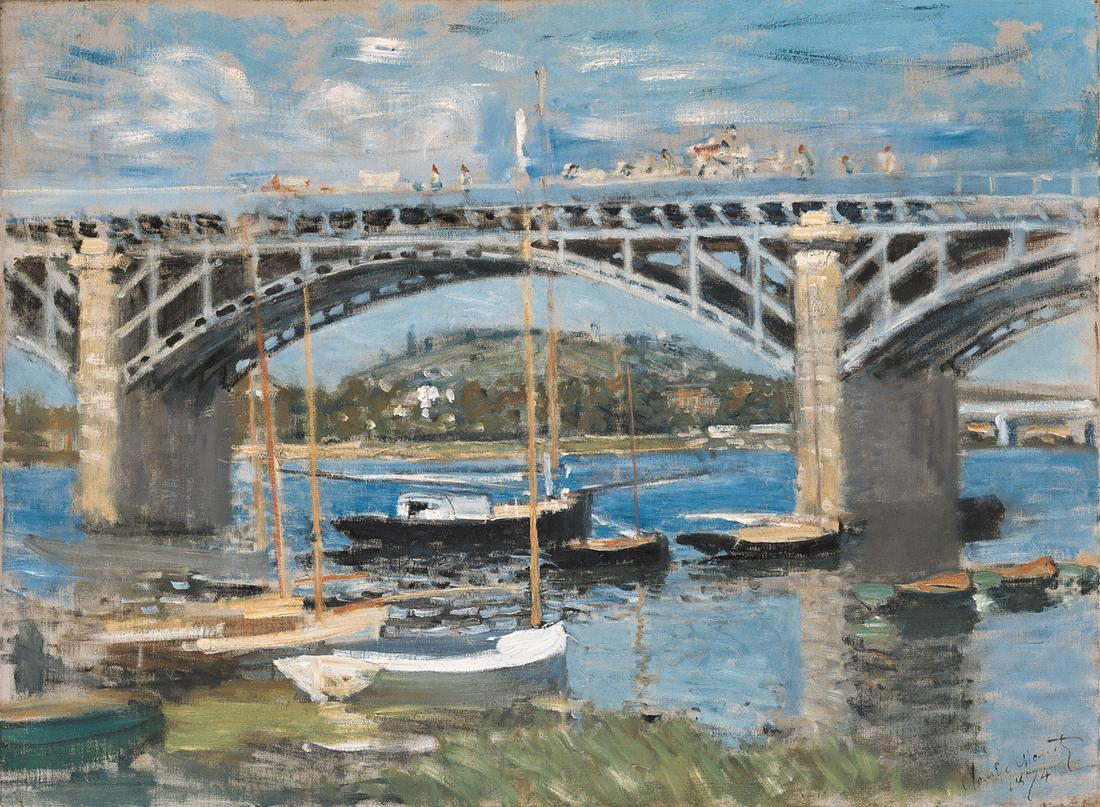
Claude Monet — Podul de la Argenteuil
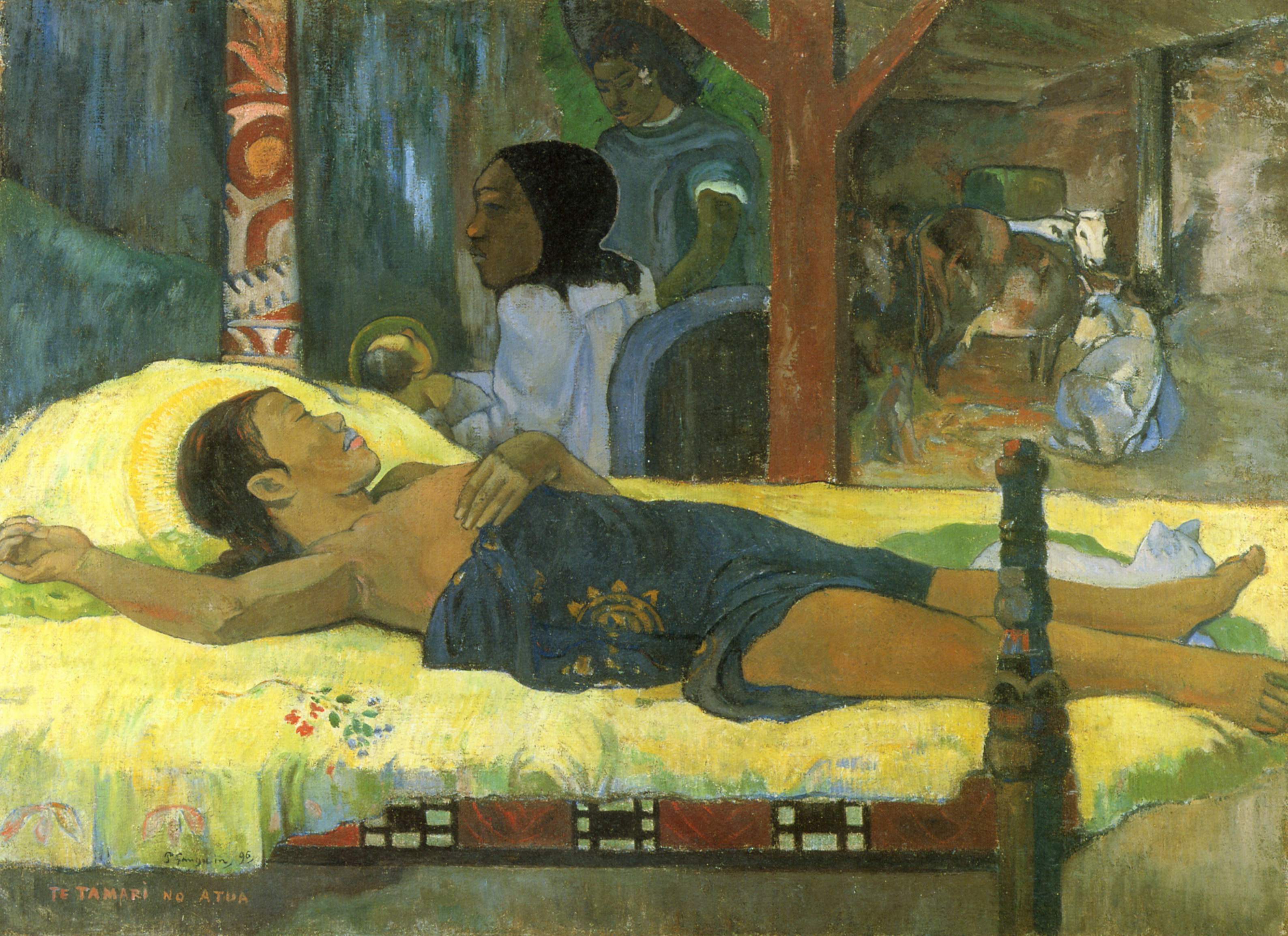
Paul Gauguin — Te tamari no atua
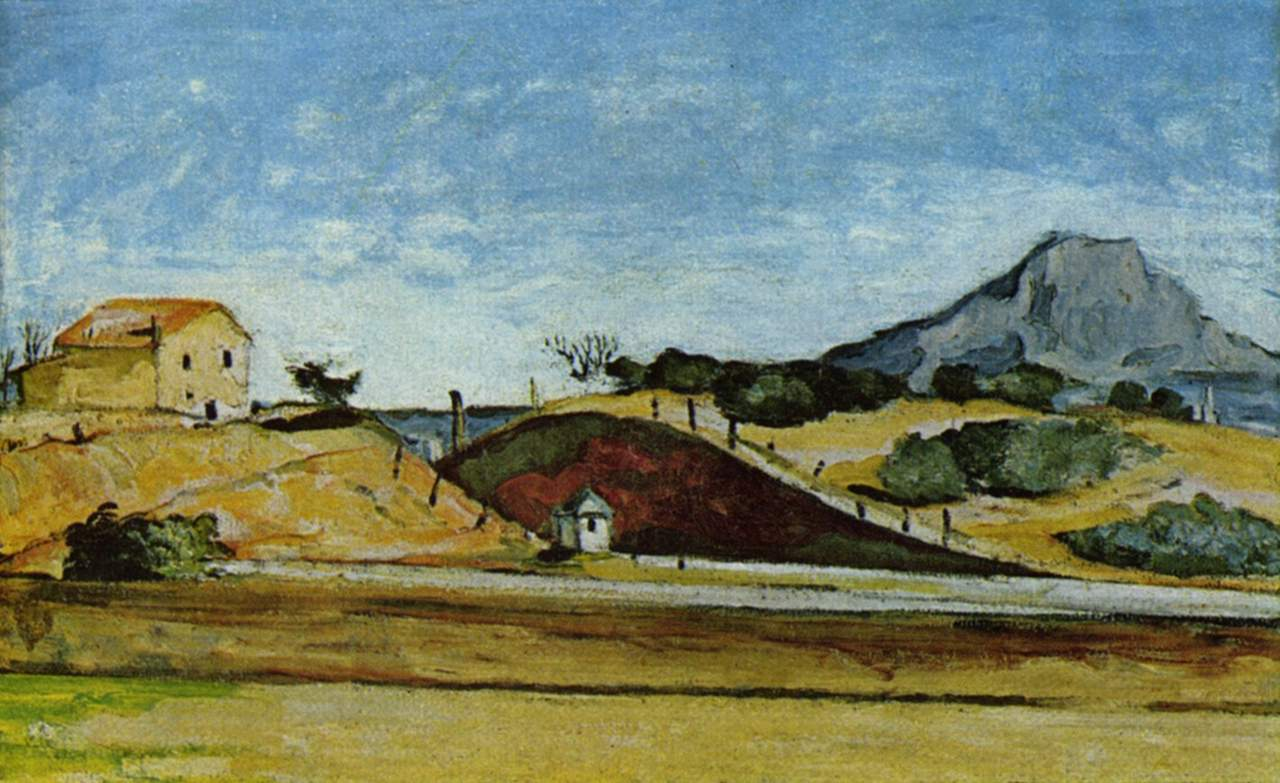
Paul Cézanne — The railway cutting
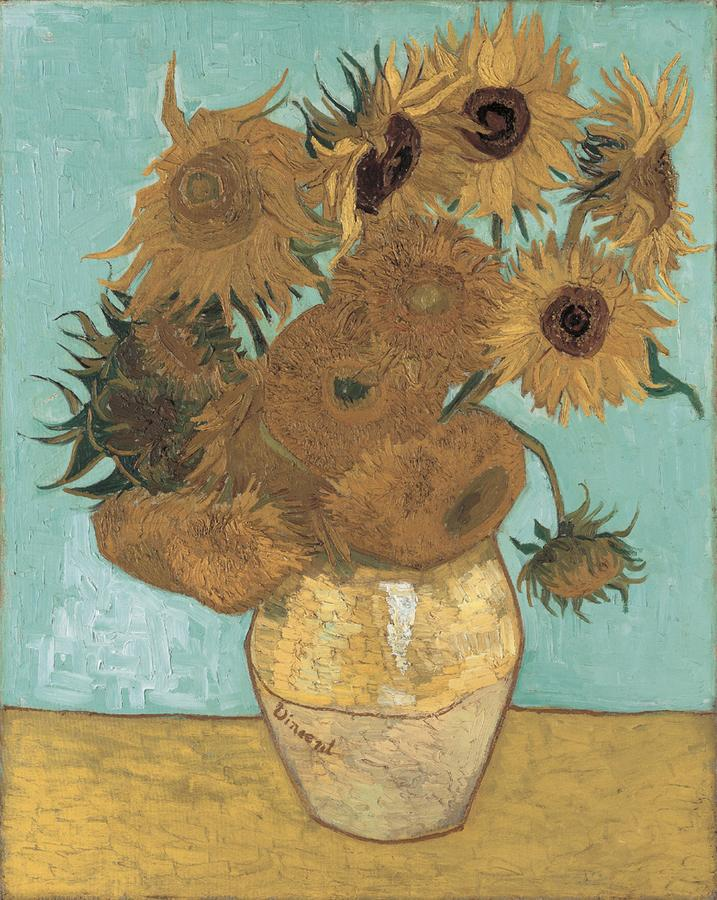
Vincent van Gogh — Vază cu douăsprezece flori
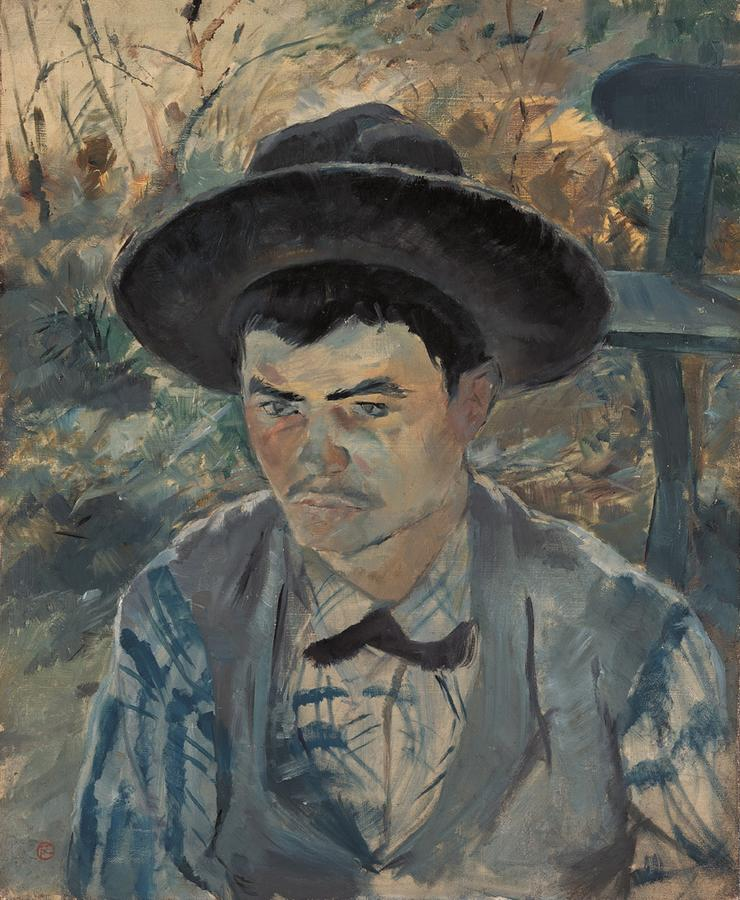
Toulouse-Lautrec — Le jeune Routy à Céleyran
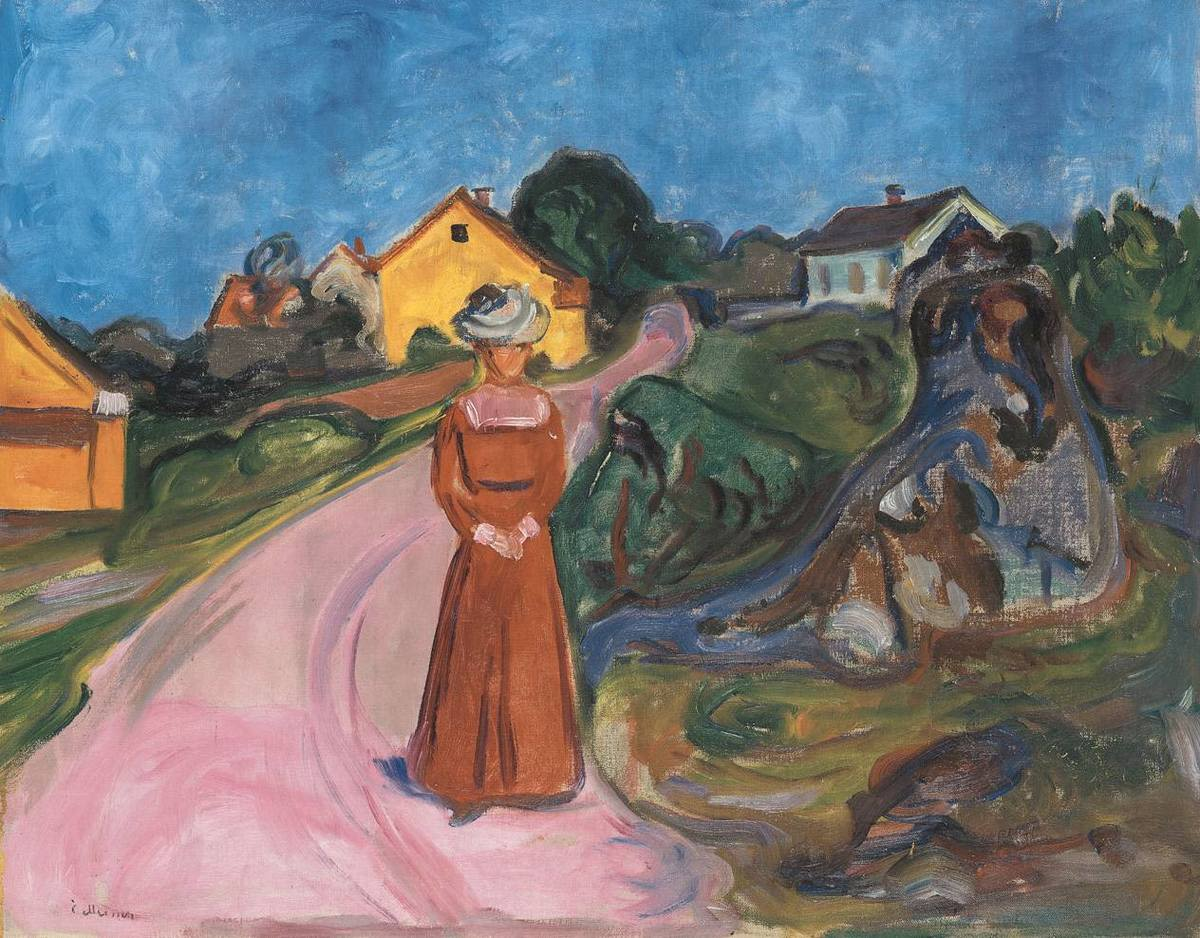
Edvard Munch — Femeie în rochie roșie (Stradă în Åsgårdstrand)
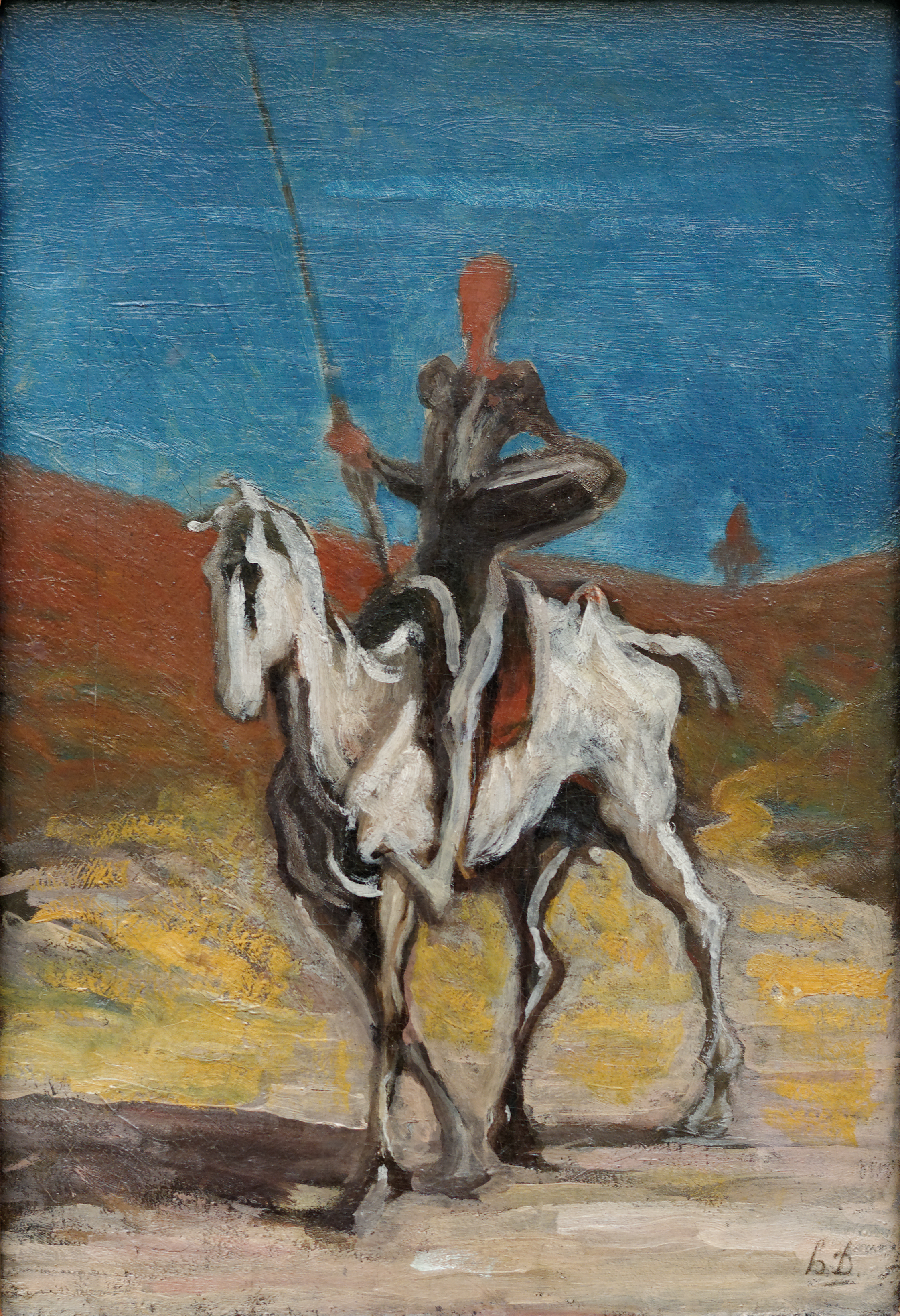
Honoré Daumier — Don Quichotte și Sancho Pansa c. 1868
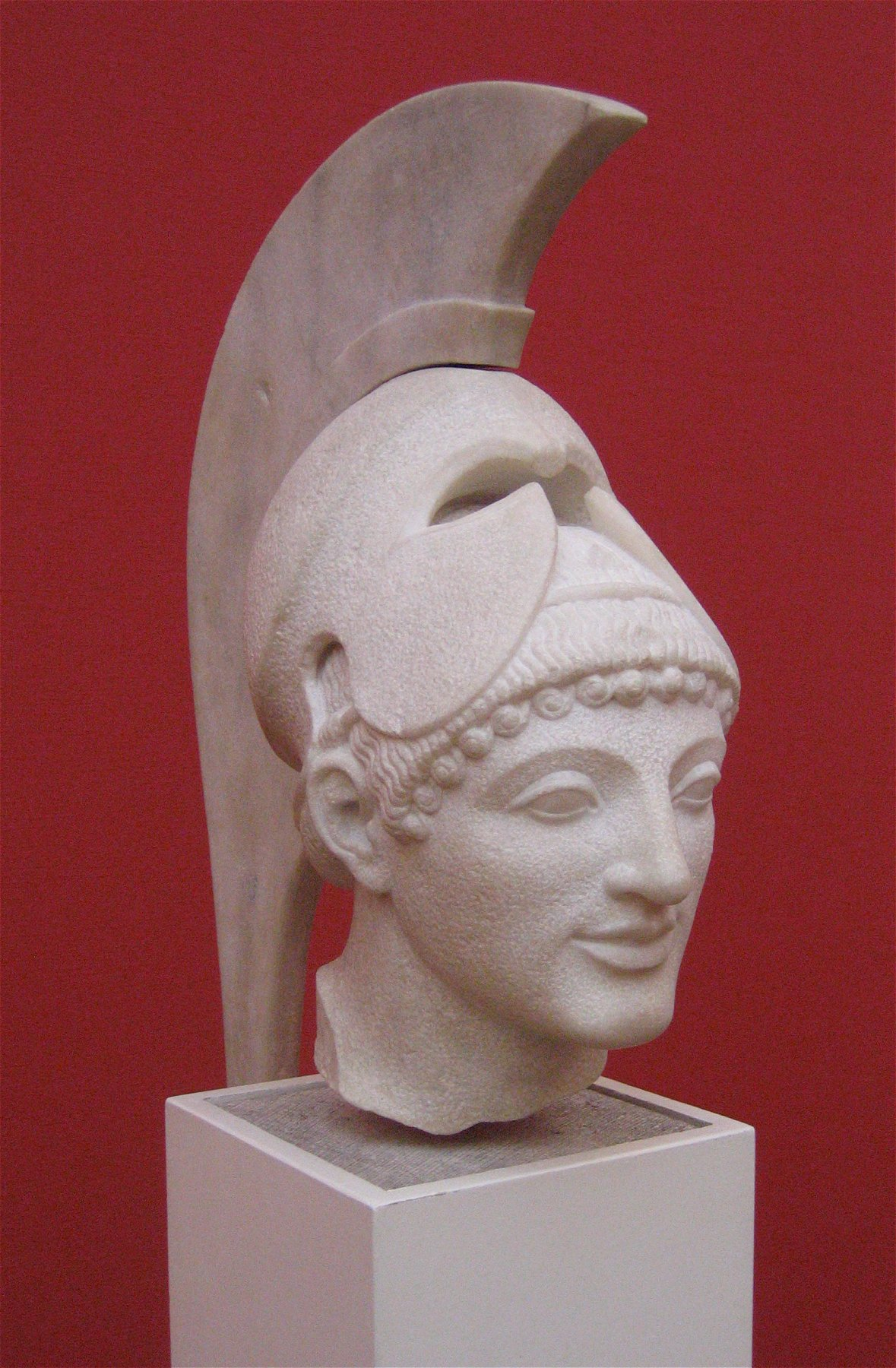
Bertel Thorvaldsen— Capul unui războinic c. 1812
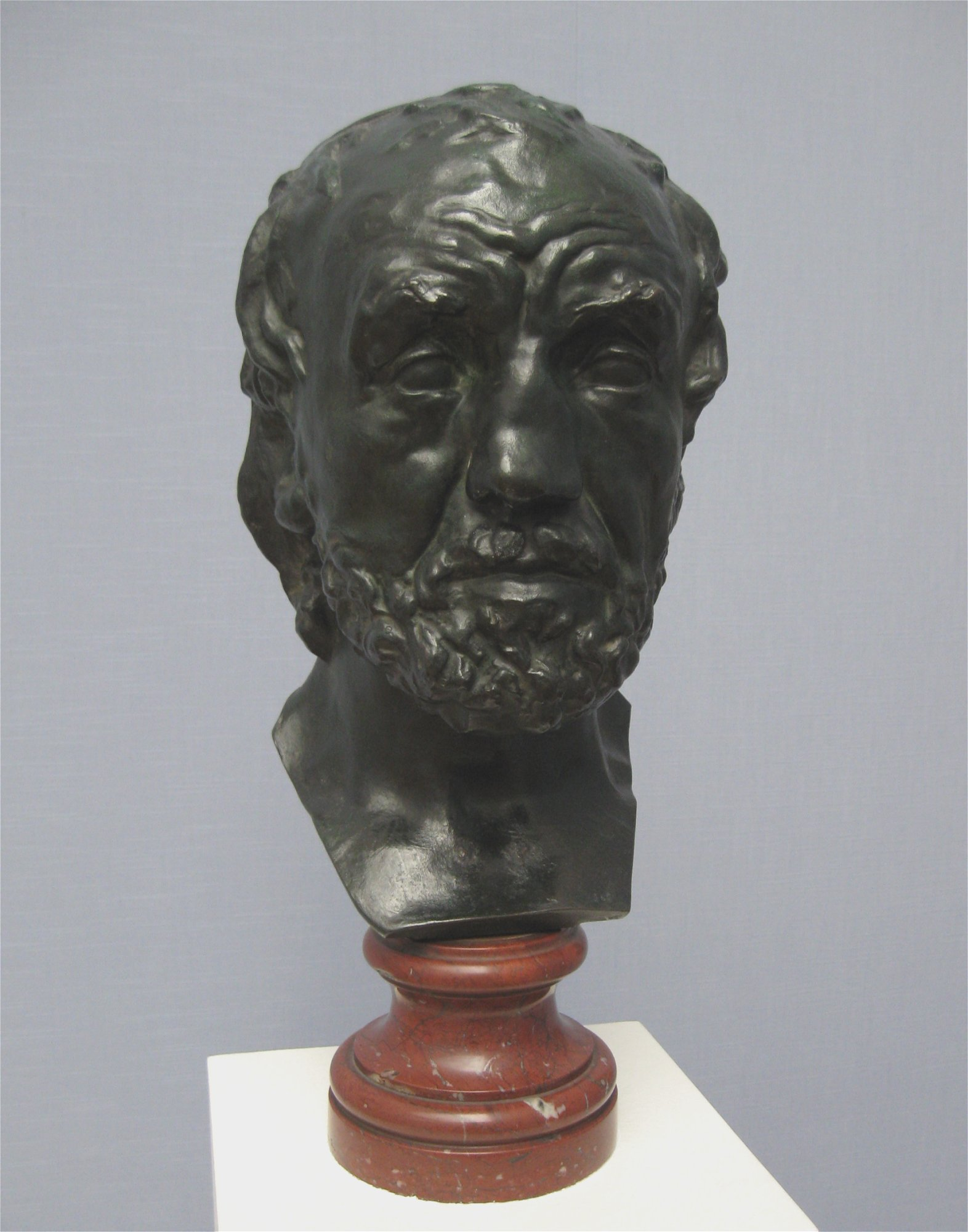
Auguste Rodin— Om cu nasul spart c. 1863